# Théodore Géricault
Jean-Louis André Théodore Géricault (Rouen, 26 settembre 1791 – Parigi, 26 gennaio 1824) è stato un pittore francese esponente dell'arte romantica.
Géricault svolse le sue prime esperienze pittoriche nell’ambiente neoclassico francese che in quegli anni era influenzato dalle figure di David e Ingres. Dopo un periodo di soggiorno a Roma, dove ebbe modo di studiare le opere di Michelangelo e Raffaello, fece ritorno a Parigi, nel 1817, dove conobbe Eugène Delacroix. In quegli anni realizzò il suo quadro più famoso: La zattera della Medusa, che fu esposto nel Salone d’Autunno del 1819 ricevendo aspre critiche.

## Biografia

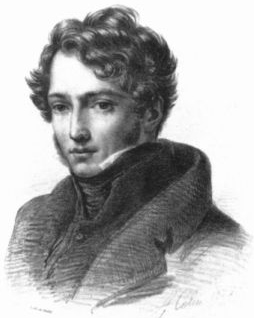
Théodore Géricault, di Alexandre-Marie Colin (1816).

Théodore Géricault nasce in una famiglia originaria della Manica, che cinque anni dopo la sua nascita si trasferisce a Parigi (1796). Cresce in un ambiente solido e facoltoso, il che gli garantisce una buona e regolare istruzione presso il Lycée Impérial. Presto il giovane Géricault scoprirà le sue passioni, quella artistica e quella militare, entrambe accomunate dall'amore profondo per i cavalli. Cavalli che saranno oggetto di numerosi studi e dipinti. L'agiatezza economica verrà a mancare solo poco prima della sua morte precoce, avvenuta dopo una lunga e dolorosa agonia, a causa di una caduta da cavallo e, assai probabilmente, di una malattia venerea.
I suoi studi artistici iniziano con l'ingresso nell'atelier di Carle Vernet, dove conosce anche il figlio, Horace Vernet, e proseguono nell'atelier di Pierre-Narcisse Guérin, per poi completarsi nella Scuola di Belle Arti di Parigi.
La sua fama inizia nel 1812 quando presenta al Salon il quadro Ufficiale dei Cavalleggeri della Guardia imperiale alla carica. Nato dall'osservazione al mercato di un cavallo impennatosi mentre trainava un carretto, e poi trasformando il soggetto in eroico grazie ad un amico ufficiale (Dieudonné, luogotenente delle Guide) che posò per il cavaliere, e grazie ai consigli per la posa fatti dal barone d'Aubigny. Il momento storico che contemplava le vittorie di Napoleone rese ancora più apprezzabile il dipinto. Al Salon del 1814 l'artista espose la tela col Corazziere ferito che abbandona il campo di battaglia (Parigi, Louvre), dove pur conservando il tono epico dei quadri di storia in accordo col nuovo clima romantico, sostituisce alla consueta celebrazione della vittoria, la rappresentazione della sofferenza e della dignitosa sconfitta in una visione antieroica, almeno secondo l'iconografia tradizionale, caratterizzata dall'incertezza nell'incedere e nella difficoltà di tenere a freno il cavallo sul terreno scosceso. Sia il fatto che il momento sfavorevole per le campagne napoleoniche rendeva poco felice il soggetto, sia il fatto che le proporzioni fra cavallo e corazziere non erano sentite corrette (i primi studi per il quadro non prevedevano il cavallo), fece sì che Géricault non potesse riottenere il successo di due anni prima.
Nel 1816 partecipa al Prix de Rome (premio che, sulla base di una selezione molto dura a forma di concorso a più prove, dava una borsa di studio per studiare un anno a Roma, considerata città dell'arte per eccellenza) senza però avere successo. Ma Géricault decide di recarsi comunque in Italia, a proprie spese, anche perché desidera troncare la relazione amorosa con Alexandrine Caruel, sua zia acquisita, sperando che una lunga separazione potesse sanare l'insostenibile situazione.
In Italia studia intensamente l'arte e la tecnica italiana (apprezzando e imitando, in alcuni fra i suoi migliori lavori, il colorismo veneto di Tiziano e Tintoretto), soprattutto durante il suo soggiorno a Firenze. A Roma immortalerà i suoi amati cavalli ritraendoli alla "Corsa dei cavalli barberi" e nella campagna romana.
Rientrato nel 1817 a Parigi, Géricault si accorge che la relazione con la giovane zia non si è affatto conclusa, ma gli darà anche un figlio, Ippolito Giorgio.
Decide allora di dedicarsi maggiormente al disegno, utilizzando la litografia, in auge proprio in quegli anni, e che consentiva una grande espressività. Temi preferiti sono quelli sociali: la sua attenzione è attratta dalla sofferenza umana, dalla sconfitta, dalla tragedia. Di questo periodo sono da ricordare le litografie Ritorno dalla Russia, dedicata ai soldati francesi feriti e stremati che ritornano dalla disastrosa campagna militare, e La guardia del Louvre in cui illustra una notizia letta sul giornale, di un mutilato di guerra che, scambiato per mendicante, viene allontanato dal Louvre da un guardiano; il veterano, allora, apre il cappotto mostrando le medaglie, nel plauso degli astanti, provocando il giusto imbarazzo del guardiano, che forse fino a quel momento si sentiva orgoglioso e superiore agli altri per la divisa d'ordinanza che porta, e ora ha davanti un vero eroe.

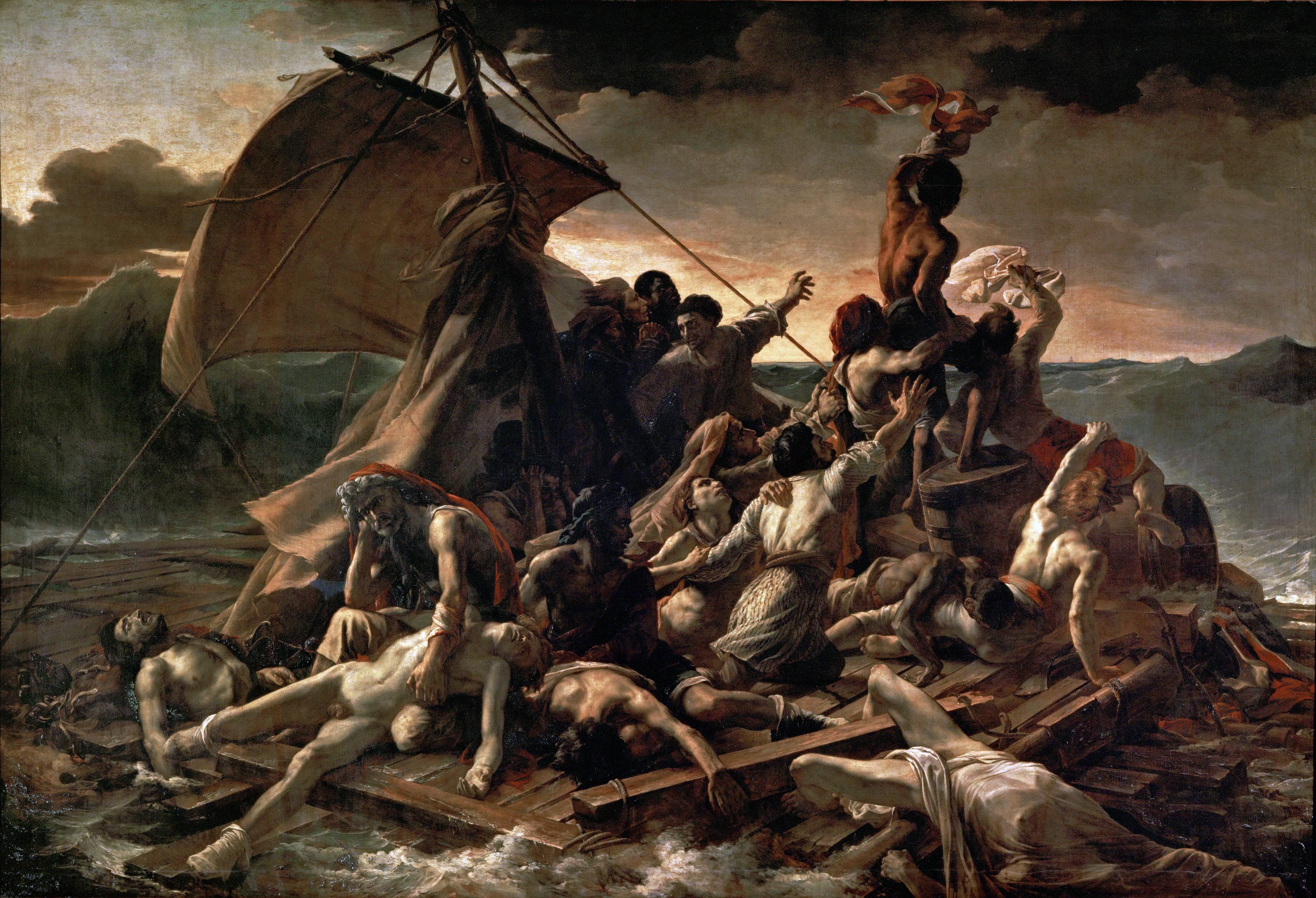
La zattera della Medusa, 1818-1819. Olio su tela, 491×716 cm. Parigi, Museo del Louvre.

Proprio questa passione per l'indagine della realtà lo porta ad occuparsi di cronaca. Mentre sta studiando il caso dell'omicidio di un giudice, viene raggiunto dalla sconvolgente cronaca di un tragico naufragio occorso nel 1816. Siamo nel 1818 e solo ora arrivano al pubblico le notizie circa questo fatto che il Governo vuole insabbiare. La fregata Meduse stava trasportando, insieme ad altre navi, una delegazione francese nella Colonia senegalese di St. Louis. A bordo c'erano circa 400 persone. Il 2 luglio 1816 (al quattordicesimo giorno di navigazione) la Meduse naufragò su una secca. Le scialuppe erano insufficienti e si costruì una zattera per ospitare i naufraghi rimasti senza mezzo di salvataggio. Erano centoquarantanove uomini, stipati sulla zattera. Ben presto (incomprensibile il motivo) venne tagliato il cavo che permetteva il traino della zattera da parte delle altre scialuppe. La zattera fu abbandonata ai flutti e non si fece nulla per soccorrerla. Iniziò (ed è questo che colpisce Géricault) una dura lotta per la sopravvivenza. Alcuni, moribondi, vennero buttati a mare, la fame, la sete e la disperazione diedero origine persino ad episodi di cannibalismo. Dodici furono i giorni dell'abbandono e della lotta, e quando una nave, l'Argus, raccolse i naufraghi, essi erano solo in quindici e tutti moribondi. Significa che ben centotrentaquattro furono i morti in quei terribili dodici giorni passati nell'angosciante coscienza di avere la morte a bordo. Inizialmente Géricault pensò di ricavarne una serie di litografie che illustrassero l'intera vicenda. Poi gli venne l'idea di farne un unico, grande, quadro, che prevedesse anche l'episodio di cannibalismo, significativo per illustrare la disperazione. Prese uno studio vicino all'Ospedale, e studiò dal vivo malati, moribondi, cadaveri, copiando persino pezzi anatomici (teste, braccia, piedi) da utilizzare per indicare il cannibalismo. Chiese, poi, agli amici di fargli da modelli per comporre la scena (fra cui un amico con l'itterizia, scelto come perfetto per il ruolo). Fra i modelli da segnalare l'amico pittore Eugène Delacroix (che è l'uomo morto in primo piano a sinistra).
Il quadro fu ritoccato quando era già stato collocato per l'esposizione del Salon del 1819. Il titolo era, genericamente, Scena di naufragio, ma era evidente a tutti di che naufragio si trattasse. Lo vide anche il re (lodandone l'arte, ma sorvolando sull'imbarazzante soggetto: aspre erano infatti le polemiche sulle responsabilità dell'accaduto). Il quadro, poi, ottenne una Mostra esclusiva in Inghilterra e in Irlanda che portò Géricault via da Parigi per più di un anno, per vederlo tornare ricco e onorato.

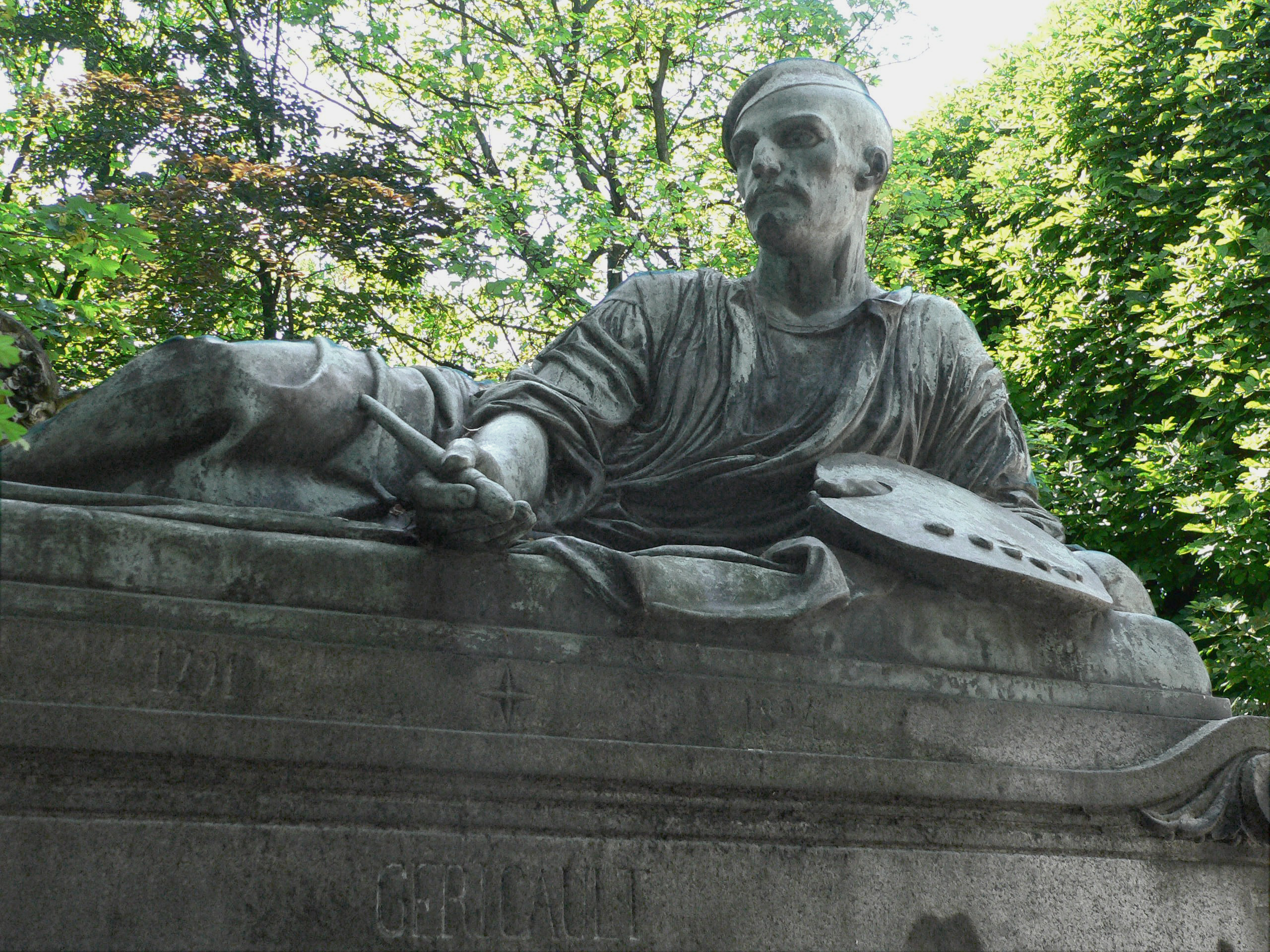
Tomba di Géricault.

Nel 1822 gli investimenti finanziari fatti al rientro dall'Inghilterra si dimostrano una truffa che gli causa perdite enormi. Si manifesta anche una forma depressiva (secondo alcuni causata dalle critiche alla sua arte, sofferte per la sua straordinaria sensibilità, secondo altri causata dalla situazione sentimentale) che lo porta a rivolgersi al giovane e già noto alienista dottor Etienne-Jean Georget. Oltre alla terapia, sembra nascere un sincero rapporto di reciproca stima, che porterà Gericault a realizzare dal vivo 10 ritratti di alienati monomaniacali. Non sappiamo se l'idea di ritrarre i malati fosse di Géricault, e il dottore gli abbia concesso i permessi necessari per avvicinare questi soggetti e farli posare, e poi abbia ricevuto i quadri in dono come segno di gratitudine, oppure se l'idea fosse del dottore stesso, mettendo a profitto il raro talento del pittore per ottenere dei dipinti in grado di testimoniare i tratti tipici delle singole manie. Le dieci opere furono presto divise fra il dott. Georget (presso cui ne rimasero cinque, quelle che abbiamo) e i suoi colleghi (queste cinque opere, invece, risultano oggi disperse). Le monomanie che ci restano documentate sono l'invidia, la mania del gioco, la cleptomania e l'assassinio, il rapimento dei bambini e la mania del comando militare. Le espressioni sono colte con un'acutezza e una precisione eccezionali, tanto da rendere possibile la diagnosi. Restano fra i ritratti più belli mai realizzati. La loro datazione non è certa, ma dovrebbe essere compresa fra 1822 e 1823.
Nel 1822 avvengono anche le due cadute da cavallo che, trascurate, gli causano una lesione del midollo spinale, da cui la paralisi e infine la morte. Il 26 gennaio 1824, infatti, dopo un mese e mezzo di agonia, Géricault muore. Il Museo del Louvre, in quello stesso anno, acquista l'ormai famoso dipinto della Zattera della Medusa.
Dopo tale acquisto, il grande e autorevole Ingres critica la scelta del Louvre esprimendo forti dubbi sulla legittimità artistica del dipinto:

## Opere

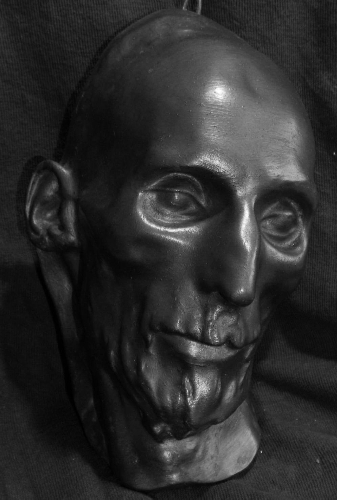
Maschera mortuaria di Géricault.

### Dipinti
- Autoritratto da giovane, 1810, olio su carta, 21x14 cm., Parigi, coll. Priv.
- Ufficiale dei cavalleggeri della Guardia imperiale alla carica, 1812
- Corazziere ferito che abbandona il campo di battaglia, 1814, Parigi, Musée du Louvre
- Trombettiere degli Ussari, 1815, olio su tela, 46x38 cm., Vienna, Kunsthistorisches Museum
- Corsa dei bàrberi a Roma, 1816, olio su cartone e tela, 44,5x59,6 cm, Baltimora (Maryland), Walters Art Gallery
- Cavallo trattenuto da schiavi, 1816, olio su cartone e tela, 48,5x60,5 cm., Rouen, Musée des Beaux Arts
- Cattura di un cavallo selvaggio nella campagna romana, 1816, olio su tela, 48,5x60,5 cm, Rouen
- Il mercato dei buoi, 1817, olio su cartone e tela, 56,5x48 cm., Cambridge (Mass.), Fogg Art Museum, Harvard University (Grenville L. Winthrop Bequest)
- La zattera della Medusa, 1818-19, olio su tela, 491x716 cm, Parigi, Musée du Louvre
- Il derby di Epsom, 1821, olio su tela, 92x122,5 cm, Parigi, Musée du Louvre
- La fornace di gesso, 1822-23, olio su tela, 50x60 cm, Musée du Louvre, Parigi
- Alienata con monomania del gioco, 1822-23, olio su tela, 77x64,5 cm, Parigi, Musée du Louvre
- Alienata con monomania dell'invidia, 1822-23, olio su tela, 72x58 cm, Lione, Musèe des Beaux-Arts
- Alienato con monomania del comando militare, 1822-23, olio su tela, 81x65cm, Winterthur, Sammlung Oskar Reinhart “äm Römerholz”
- Alienato con monomania del furto e dell'assassinio, 1822-23, olio su tela, 61x51 cm., Gand, Museum voor Schone Kunsten
- Alienato con monomania del rapimento dei bambini, 1822-23, olio su tela, 64,8x54 cm, Springfield (Massachusetts), museum of Fine Arts (James Philip Gray Collection)
- Ritratto di negro, 1823-24, olio su cartone e tela, 50x46cm., Parigi, collezione privata
- I compari, 1823-1824, olio su tela, 65x40 cm Venezia, Museo delle Belle Arti

### Sculture
- Cheval écorché; (Cavallo scorticato)a
- Cheval arrêté par un homme; (Cavallo fermato da un uomo)
- Nymphe et Satyre; (Ninfa e Satiro)
- Bœuf terrassé par un tigre; (Bue atterrato da una tigre)
- Nègre brutalisant une femme; (Negro che maltratta una donna)
- Statue équestre de l'empereur Alexandre; (Statua equestre dell'Imperatore Alessandro)
- Lion au repos; (Leone in riposo)
- Cavalier Antique; (Cavaliere antico)
- Écorché; (Scorticato.)

## Galleria d'immagini

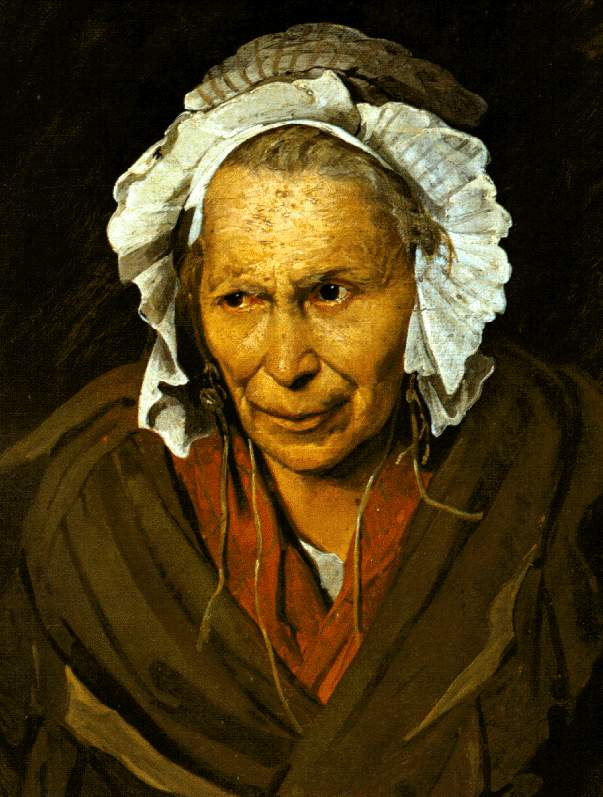
La monomaniaca dell'invidia (o La iena della Salpêtrière), (1820).
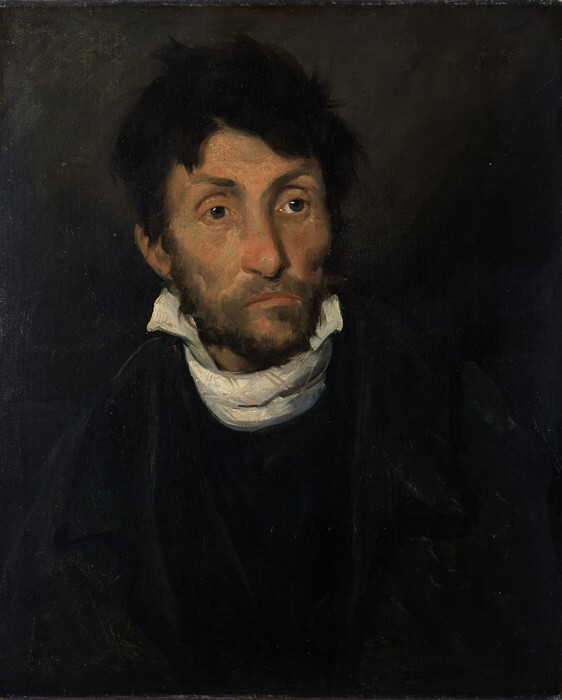
L'alienato (o Il cleptomane) (1822).
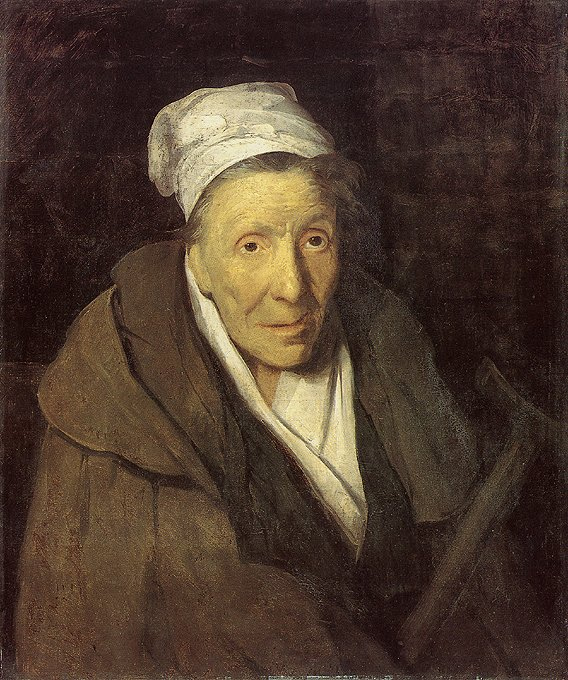
La monomaniaca del gioco (1819-1822).
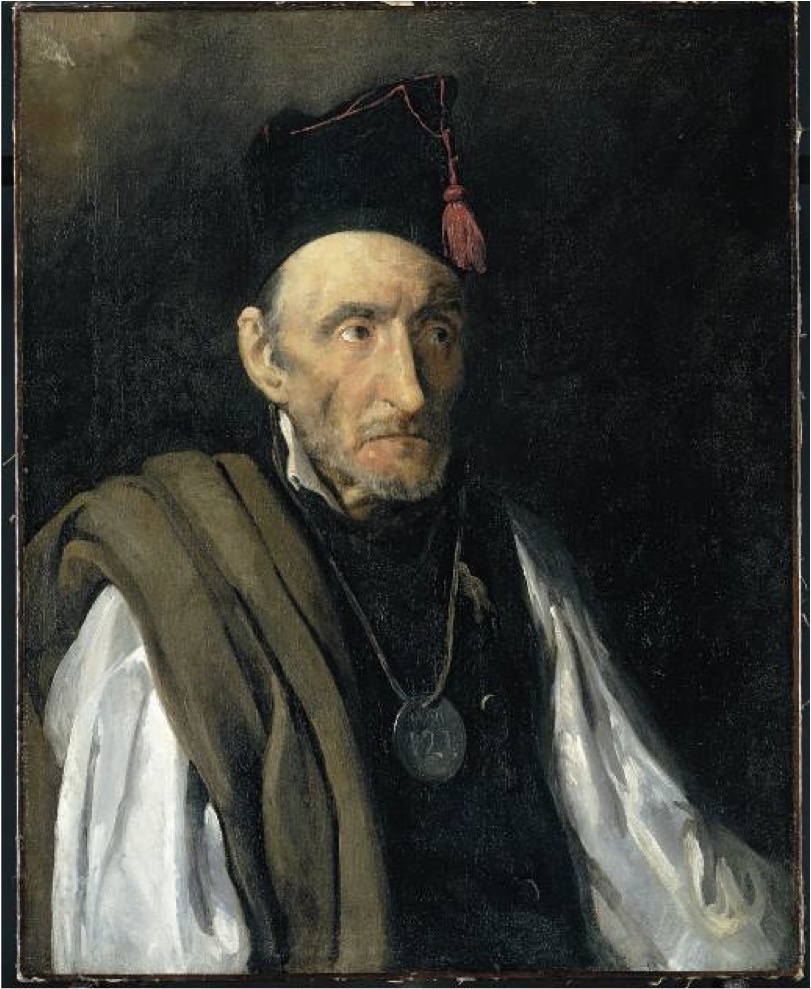
Il monomaniaco del comando militare (1819-1822).
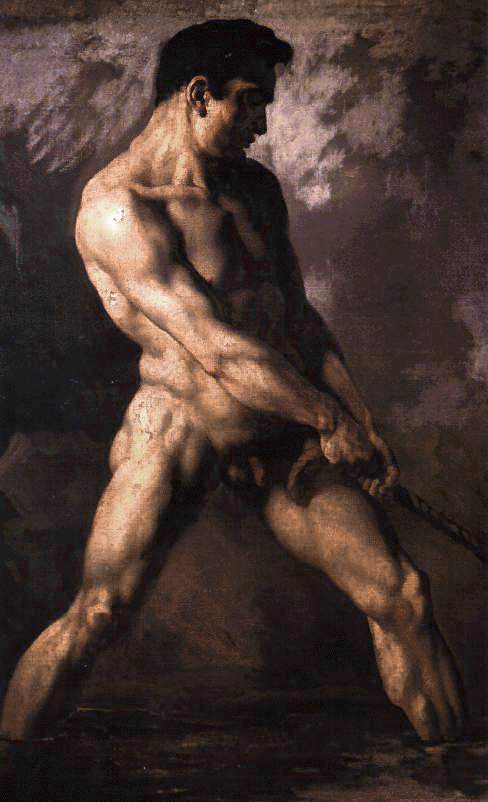
Nudo maschile, Museo Bonnat (Bayonne).
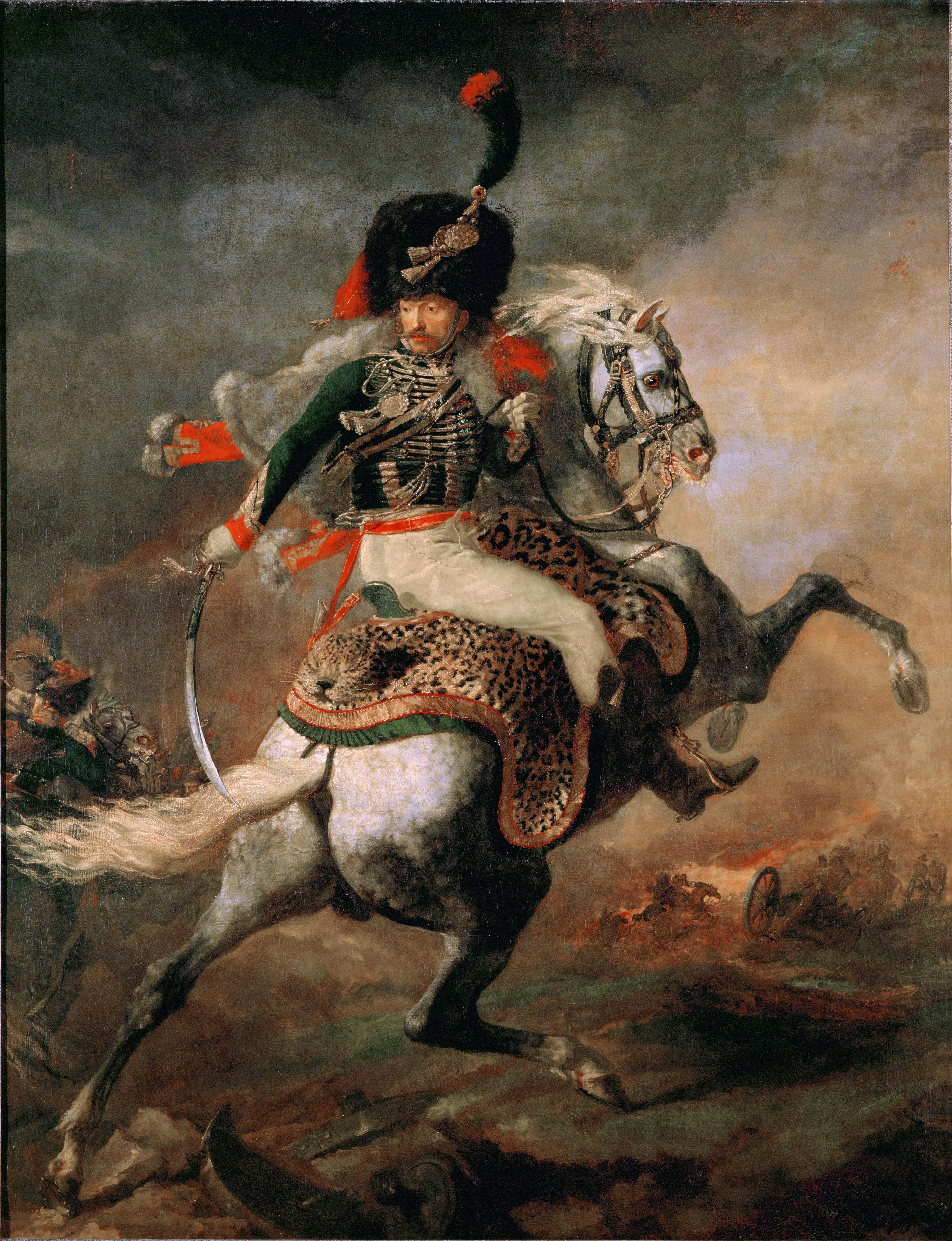
Ufficiale dei cacciatori a cavallo della guardia imperiale alla carica, (1812).
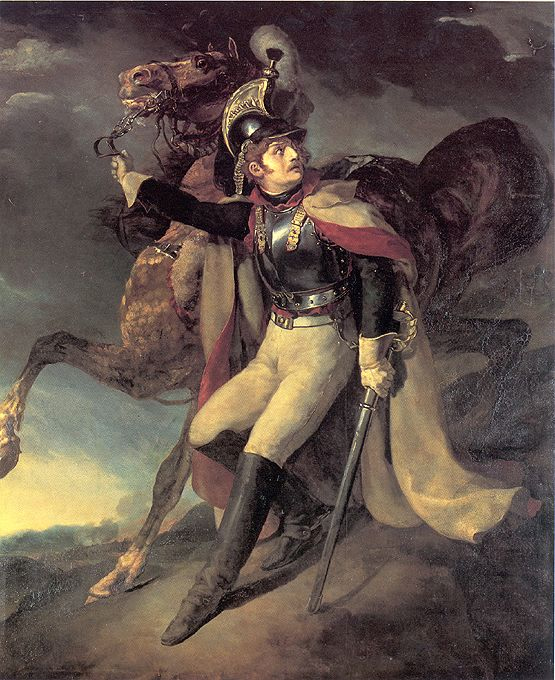
Corazziere ferito che lascia la linea del fuoco (1814).
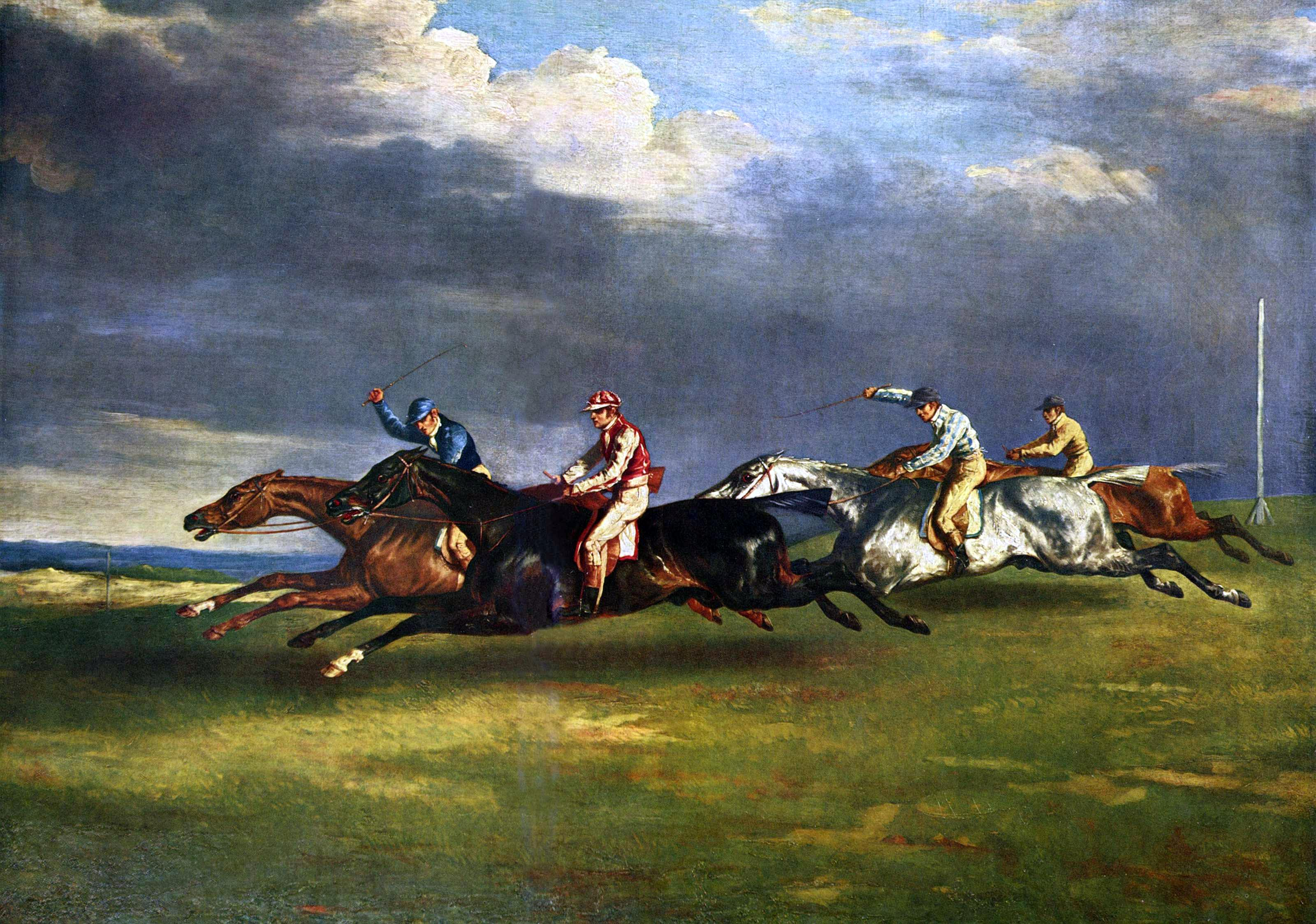
Il Derby d'Epsom (1821).
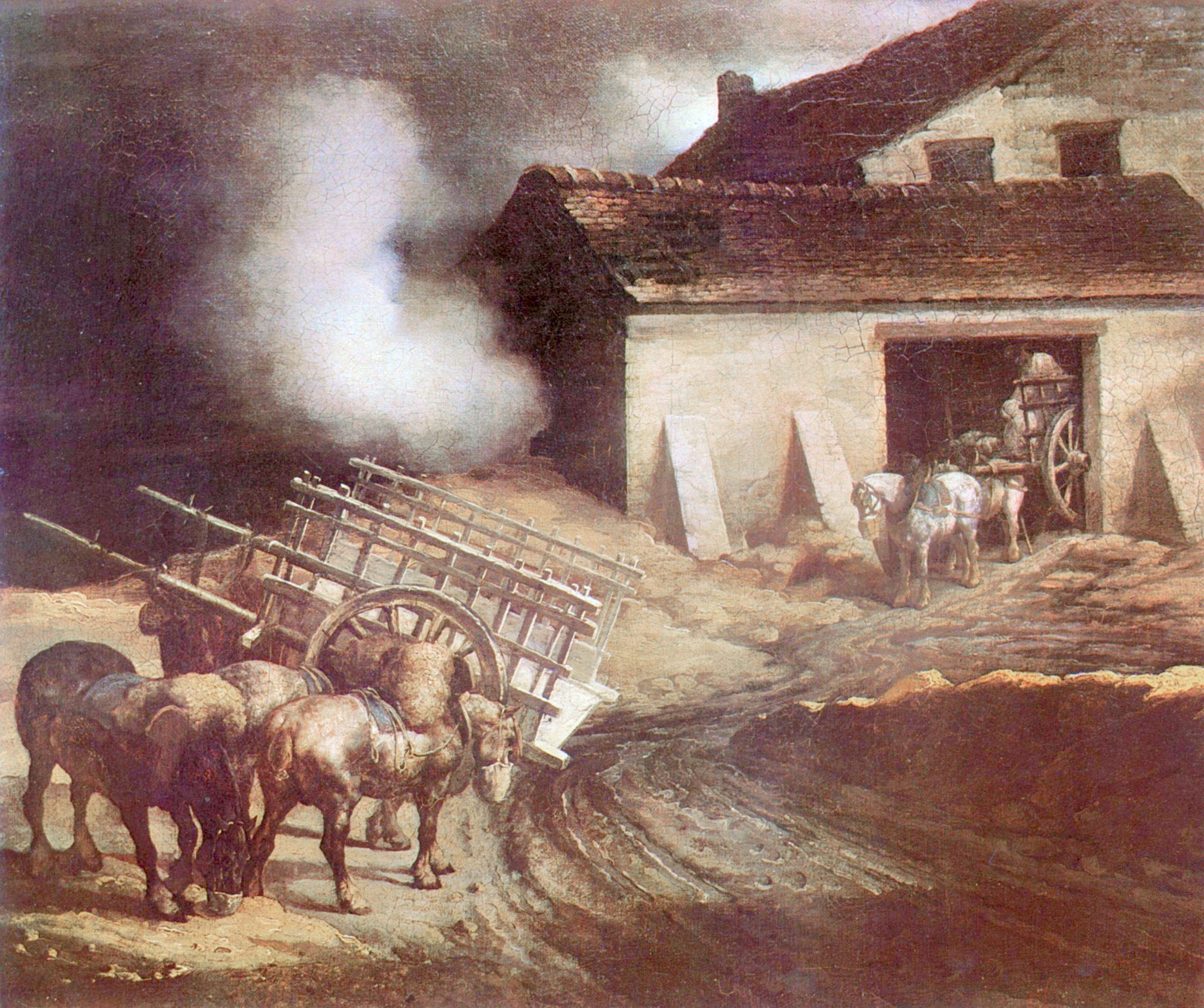
Il Forno da gesso, (1822). Museo del Louvre, Parigi.
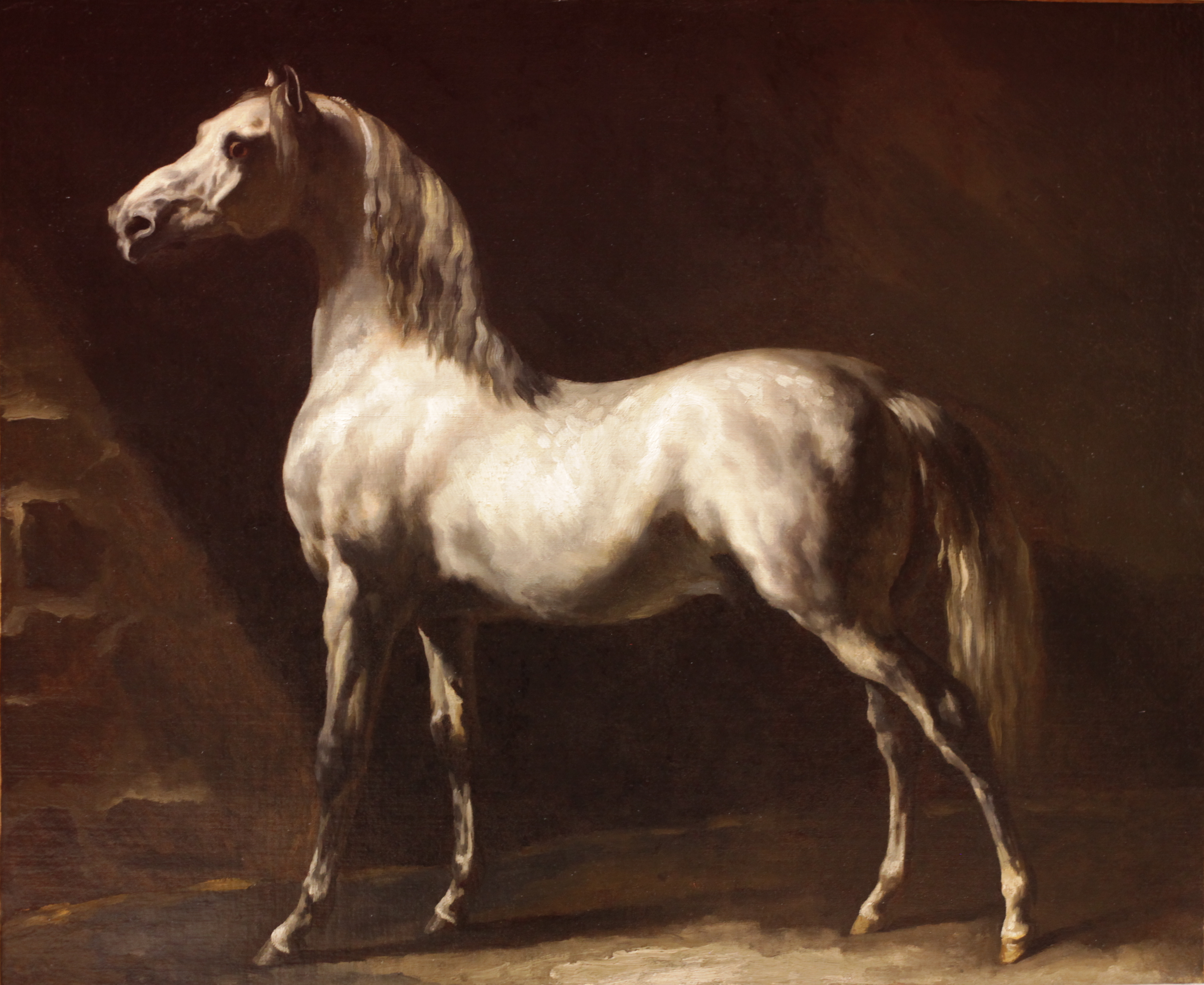
Cavallo arabo grigio pomellato (1812)

- Cliccare sulle immagini per ingrandirle